# 春倉
春倉（はるくら）は、ともにJWP女子プロレスに所属する女子プロレスラー、春山香代子と倉垣翼のタッグチームである。カタカナで「ハルクラ」と表記される場合もある。

## 概要
倉垣は1995年にJWP四天王と同期でデビューしたものの、数ヶ月で引退してブランクを経て1998年10月21日に再デビュー。その対戦相手が同年デビューの新人・春山であった。
初タッグは同年12月27日のキューティー鈴木引退興行の第1試合渡辺えりか&佐井富子戦で、春山が佐井からピンフォールを奪い勝利。春倉タッグとして定着する。
1999年にデビューした米山香織も合流して「ブルキャッツ」として活動していたが、2002年11月を以って倉垣が再び退団しフリーとして活動するためタッグ解消。春山は米山と2人でブルキャッツを継続した。
その後、倉垣が復帰して春倉復活。
2007年8月12日、板橋グリーンホールにて植松☆輝（輝優優&植松寿絵）から初タイトルとなるJWP認定タッグ王座奪取に成功。2008年8月3日、初代デイリースポーツ認定女子タッグ王座も獲得。しかし、10月12日に植松☆輝に奪回され、以来植松☆輝とはライバル関係になっていく。
2010年12月23日、阿部幸江&アジャ・コング組からタッグ二冠奪取に成功。翌年のJWPタッグリーグ・ザ・ベストにもエントリーしてJWP版第1回優勝を決めた。
2012年のタッグリーグ・ザ・ベストにも2年連続でエントリーしたが、同組となった植松☆輝に敗れて決勝に進めず。
その後、植松引退により植松☆輝が解消されたこともあり春倉も再びタッグ解消となったが、追うように引退した輝から「春倉で若手の高い壁になって欲しい」と諭されて再結成、12月24日の後楽園ホール大会にて里村明衣子&ヘイリー・ヘイトレッド組と対戦する
年明けの2013年1月6日、3度目のタッグ王座獲得。獲得した場所は初戴冠と同じ板橋グリーンホールであった。
同年、倉垣がJWP退団を表明。10月14日に所属最後の試合として春倉対決を行った。
2014年7月20日、倉垣が退団後初のJWP参戦。阿部幸江の引退ロードにて阿部&KAZUKIの「ザ☆WANTED!?」とタッグで対戦。
2015年に春山が引退を表明したため、最後の春倉再結成。

## タイトル歴
- JWP認定タッグ王座
- デイリースポーツ認定女子タッグ王座
- タッグリーグ・ザ・ベスト優勝